# Natalia Savcîn
Natalia Savcîn (în ucraineană Наталія Савчин n. 18 ianuarie 1996, în Ivano-Frankivsk) este o handbalistă din Ucraina care evoluează pe postul de intermediar stânga pentru clubul maghiar Kisvárdai KC și echipa națională a Ucrainei. Anterior, din 2020 până în octombrie 2021, ea a evoluat pentru clubul român CS Gloria 2018 Bistrița-Năsăud.

## Palmares
- Cupa EHF:
  - Turul 3: 2016
  - Turul 2: 2020
  - Turul 1: 2017, 2018, 2019

- Cupa Challenge:
  - Semifinalistă: 2014, 2015

- Campionatul Ucrainei:
  -  Câștigătoare: 2015, 2016, 2017, 2018, 2019, 2020
  -  Medalie de argint: 2014

- Cupa Ucrainei:
  -  Câștigătoare: 2016, 2017, 2019, 2020
  -  Finalistă: 2018

- Supercupa Ucrainei:
  -  Câștigătoare: 2016, 2017, 2018, 2019

- Liga Baltică:
  -  Câștigătoare: 2018, 2020
  -  Medalie de argint: 2017